# Tricia Stumpf
Tricia Stumpf es una deportista estadounidense que compitió en skeleton. Ganó dos medallas de bronce en el Campeonato Mundial de Skeleton, en los años 2000 y 2001.

## Palmarés internacional
| Campeonato Mundial | Campeonato Mundial | Campeonato Mundial | Campeonato Mundial |
| Año                | Lugar              | Medalla            | Prueba             |
| ------------------ | ------------------ | ------------------ | ------------------ |
| 2000               | Igls (Austria)     | Medalla de bronce  | Individual         |
| 2001               | Calgary (Canadá)   | Medalla de bronce  | Individual         |